# Muhamed Fazlagić-Fazla
Muhamed Fazlagić – Fazla (Sarajevo, 17. travnja 1967.) bosanskohercegovački je pjevač i kantautor zabavne glazbe. Frontmen je sarajevske grupe "Fazla Bend", s kojom je po prvi put predstavljao Bosnu i Hercegovinu na 1993. u Dublinu, s pjesmom "Sva bol svijeta". 
Iste godine Fazlagić objavljuje i svoj prvi album istog naslova, na kojem je okupio najveća imena bosanskohercegovačke pop glazbe. Na albumu su sarađivali Hari Varešanović, Dino Dervišhalidović, Alka Vuica, Fahrudin Pecikoza, Adi Mulahalilović, Amir Bjelanović, Neno Jeleč i drugi. Album Sva bol svijeta postigla je izniman uspjeh kako u Bosni i Hercegovini, tako i u dijaspori. 
Muhamed Fazlagić je diplomirao poslovnu administraciju 2000. godine na Sullivan University, a magistrirao diplomaciju 2003. na Kentucky State University.

## Sportska karijera
Nakon dugogodišnjeg bavljenja nogometom u svom rodnom Sarajevu, najprije kao omladinac FK Sarajevo, a potom i kao prvotimac sarajevske Bosne, Fazla je svoju karijeru usmjerio prema trenerskom radu.